# عبد الجواد علم الهدى
السيِّد عبد الجواد بن علي عَلَم الهُدى (1930 - 20 آب [أغسطس] 2020م) هو عالمٌ شيعي إيراني والشقيق الأكبر لأحمد علم الهُدى، ومُؤسس حوزة القائم في طهران. وُلد في مشهد لعائلةٍ مُتدينة، وتلقَّى فيها عُلُومه الأوليَّة وحفظ القُرآن، ولمَّا بلغ الرابعة عشر توجَّه إلى قُم ودرس في حوزتها. تتلمذ على يد عددٍ من العُلماء، أبرزهم: روح الله الخميني وحسين البروجردي ومحمد هادي الميلاني وشهاب الدين المرعشي النجفي ومُرتضى حائري اليزدي. عاد إلى طهران بُعيد انتهائه من دراسته، فأسَّس فيها حوزةً جديدةً سنة 1969م، عُرفت بحوزة القائم.
اتَّصل علم الهُدى بالإمام الخُميني خلال مسار الأحداث المُؤدِّيه إلى الثورة الإسلاميَّة في إيران، فكتب إليه عشرة رسائل، وزاره في فرنسا خلال سبعينيات القرن العشرين وقدَّم إليه رسائل سريَّة تتحدث عن تململ الناس وعزمهم الثورة على الشاه مُحمَّد رضا فهلوي. اعتُقل واستُجوب على يد عناصر الشُرطة السريَّة (السواك) حينما شُكَّ بأمره، فمُنع من الخطابة وإمامة صلوات الجماعة.
تُوفي علم الهُدى يوم 2 مُحرَّم 1442هـ المُوافق 20 آب (أغسطس) 2020م في طهران. صُلِّي عليه في مدرسة الشهيد مُطهري، وأمَّ المُصلِّين الشيخ مُحمَّد إمامي كاشاني. نُقل جُثمانه بعد ذلك إلى مشهد حيثُ دُفن في حرم الإمام الرضا.